# Husein Gradaščević
Husein Gradaščević (Gradačac, 31 agosto 1802 – Costantinopoli, 17 agosto 1834) è stato un militare bosniaco.

## Biografia
Dopo aver trascorso i primi anni al servizio della Sublime porta, si mise a capo della rivolta della nobiltà bosniaca contro le riforme amministrative promosse dal sultano ottomano Mahmud II. Sconfitto causa il mancato supporto alla Bosnia della nobiltà herzegovina, riparò in Austria salvo poi ritirarsi in esilio a Costantinopoli ove morì a 31 anni.